# William Boswell
Sir William Boswell (* vor 1591; † 1649) war ein englischer Diplomat und Politiker.

## Leben
Boswell stammte aus Suffolk und studierte am Jesus College der Universität Cambridge, dessen Fellow er 1606 wurde. Danach ging er in den diplomatischen Dienst des Königreichs England und wurde 1629 Sekretär des englischen Gesandten Sir Dudley Carleton in den Niederlanden. 1632 wurde er dessen Nachfolger als Gesandter in Den Haag, was er bis 1649 blieb. 1633 wurde er als Knight Bachelor geadelt. Im Englischen Bürgerkrieg versuchte er die Niederlande neutral zu halten, was ihm auch trotz gegenteiliger Bemühungen des von Oliver Cromwell gesandten Walter Strickland († 1671) gelang.
Als Botschafter in den Niederlanden war er offiziell auf Seiten der Contraremonstranten (strengen Calvinisten) in einem damals das öffentliche Leben in den Niederlanden beherrschenden Konflikt mit den Remonstranten. Persönlich stand er allerdings William Laud nahe, dem Sympathien für die Remonstranten (den Arminianern, Anhängern von Jacobus Arminius) nachgesagt wurden.
1624 und 1625 war er Mitglied des Parlaments (House of Commons). 1608 wurde er an der Universität Oxford inkorporiert und war dort 1624/25 Proctor. Er war auch einer der Keeper des State Paper Office.
Er war auch Gelehrter, der unter anderem mit Johannes de Laet korrespondierte.